# クロンボン県
クロンボン県（クロンボンけん、ベトナム語：Huyện Krông Bông?）は、ベトナム社会主義共和国ダクラク省の県で、面積は1,257.49 km²、人口は100,900人（2019年）である。

## 行政区画
1市鎮13社から構成される。